# مكتبة بوسطن العامة
مكتبة بوسطن العامة (بالإنجليزية: Boston Public Library)‏ هي مكتبة عامة في مدينة بوسطن، ماساتشوستس ، الولايات المتحدة، تأسست في عام 1848، هي مكتبة الكومنولث أيضا.
تحتوي المكتبة على 24 مليون مجلد، وموارد إلكترونية، مما يجعلها ثالث أكبر مكتبة عامة في الولايات المتحدة خلف مكتبة الكونغرس ومكتبة نيويورك العامة. كما أنها أول مكتبة عامة مجانية في الولايات المتحدة الأمريكية، وأول مكتبة تسمح للقُرّاء باستعارة الكتب وإخراجها من مبنى المكتبة.

## نظرة عامة
وفقًا لموقعها على الإنترنت ، تحتوي مكتبة بوسطن العامة على مجموعة من أكثر من 23.7 مليون مادة ، مما يجعلها واحدة من أكبر أنظمة المكتبات العامة البلدية في الولايات المتحدة. الغالبية العظمى من المجموعة - أكثر من 22.7 مليون مجلد - محتفظ بها في مجموعة أبحاث الفرع المركزي.  بين يوليو 2012 ويونيو 2013 ، بلغ التداول السنوي مكتبة بوسطن العامة BPL 3.69 مليون. نظرًا قوة وأهمية مجموعتها البحثية ، تعد مكتبة بوسطن العامة عضوًا في جمعية مكتبات البحث (ARL) ، وهي منظمة غير ربحية تضم مكتبات البحث في أمريكا الشمالية. مكتبة نيويورك العامة هي المكتبة العامة الوحيدة الأخرى التي هي عضو في ARL ، ولديها أيضًا وقف خاص. أنشئت المكتبة مجموعات ذات إمتياز ، نظراً لعمق المجموعة واتساعها ، و إحتواءها موضوعات مثل تاريخ بوسطن والحرب الأهلية والتاريخ الأيرلندي. بالإضافة إلى ذلك ، تعد المكتبة جهة إيداع رسميّة على مستوى الاية و المستوى الفيدرالي على حد سواء .
تضم المجموعة البحثية لـمكتبة بوسطن العامة أكثر من 1.7 مليون كتاب ومخطوطة نادرة. تشمل مقتنياتها الواسعة النطاق والمهمة مخطوطات العصور الوسطى و incunabula ، الطبعات المبكرة من أعمال ويليام شكسبير (من بينها عدد من كوارتوس شكسبير و فيرست فوليو) ، مجموعة جورج Ticknor من الأدب الإسباني ، مجموعة كبيرة من دانيال ديفو ، سجلات بوسطن الاستعمارية ، مكتبة جون أدامز الشخصية (3800 مجلد) ، مكتبة ناثانيل بوديتش الرياضية والفلكية ، أرشيفات مخطوطات مهمة حول إبطال الاسترقاق (بما في ذلك أوراق ويليام لويد جاريسون) ، ومجموعة كبيرة من المواد عن ساكو و قضية فانزيتي. هناك مجموعات كبيرة من المطبوعات والصور والبطاقات البريدية والخرائط. المكتبة ، على سبيل المثال ، تحتوي على واحدة من المجموعات الرئيسية للألوان المائية والرسومات من يد توماس رولاندسون. للمكتبة إختصاص قوي في الموسيقى ، وتحمل أرشيفات جمعية Handel and Haydn ، وعشرات من المقطوعات الموسيقيّة لسيرج كوسيفيتسكي ، وأوراق الملحن و عازف البيانو الأمريكي الكبير والتر بيستون.
لكل هذه الأسباب ، وصف المؤرخ ديفيد ماكولو مكتبة بوسطن العامة بأنها واحدة من أهم خمس مكتبات في الولايات المتحدة ، والأخريات مكتبة الكونغرس الفيدرالية ، مكتبة نيويورك العامة ، ومكتبات جامعة هارفارد وييل.

## روابط خارجية
- مكتبة بوسطن العامة على موقع الموسوعة البريطانية (الإنجليزية)